# Tala Hamza
Tala Hamza (em árabe: ثالة حمزة) é uma comuna localizada na província de Bugia, no norte da Argélia. Segundo o censo de 2008, a população total da cidade era de 11 675 habitantes.